# كفا
كفا حي سكني من أحياء مدينة طولكرم، يقع الحي في قلب المدينة وتحديدًا في الجهة الجنوبية من المدينة. تتميز المنطقة بالطبيعة الجبلية الخضراء وبالهدوء. تعمل بلدية طولكرم على توفير كافة الخدمات للسكان من تعبيد شوارع وبنية تحتية وكهرباء وماء وصرف صحي وغيرها.
وفي عام 2014، انتهت بلدية طولكرم من مشروع إنارة كافة شوارع حي كفا بالمدينة.